# يريجان (سغز أباد)
يريجان (بالفارسية: یریجان) هي قرية تقع في إيران في قسم سغز أباد الريفي. يقدر عدد سكانها بـ 599 نسمة .